# Mehran
Mehran este un oraș din Iran. La recensământul din 2006, avea o populație de 13.118 din 2958 de familii.